# Nambé (Nuevo México)
Nambe es un lugar designado por el censo ubicado en el condado de Santa Fe en el estado estadounidense de Nuevo México. En el Censo de 2010 tenía una población de 1818 habitantes y una densidad poblacional de 80,74 personas por km².

## Geografía
Nambe se encuentra ubicado en las coordenadas 35°53′54″N 105°58′0″O / 35.89833, -105.96667. Según la Oficina del Censo de los Estados Unidos, Nambe tiene una superficie total de 22.52 km², de la cual 22.52 km² corresponden a tierra firme y (0%) 0 km² es agua.

## Demografía
Según el censo de 2010, había 1818 personas residiendo en Nambe. La densidad de población era de 80,74 hab./km². De los 1818 habitantes, Nambe estaba compuesto por el 25.74% blancos, el 0.55% eran afroamericanos, el 26.57% eran amerindios, el 0.55% eran asiáticos, el 0.11% eran isleños del Pacífico, el 38.45% eran de otras razas y el 8.03% pertenecían a dos o más razas. Del total de la población el 56.71% eran hispanos o latinos de cualquier raza.